# Ocyptamus zephyreus
Ocyptamus zephyreus är en tvåvingeart som först beskrevs av Hull 1947.  Ocyptamus zephyreus ingår i släktet Ocyptamus och familjen blomflugor. Inga underarter finns listade i Catalogue of Life.